# 500-km-Rennen von Imola 1972
Das 500-km-Rennen von Imola 1972, auch 500 km Imola, fand am 17. Mai September dieses Jahres auf dem Autodromo Enzo e Dino Ferrari statt. Das Rennen war der zwölfte Wertungslauf der Italienischen Sportwagen-Meisterschaft 1972.

## Das Rennen
Das 500-km-Rennen von Imola zählte 1972 zur Italienischen Sportwagen-Meisterschaft. Dieses Championat wurde 1937 zum ersten Mal veranstaltet und endete nach einigen Unterbrechungen 1975. In Imola war neben zwei Werkswagen von Alfa Romeo auch die Scuderia Ferrari mit zwei Fahrzeugen am Start. Nach 40 Rennrunden feierte Ferrari einen Doppelsieg. Arturo Merzario gewann vor Jacky Ickx; beide fuhren einen Ferrari 312PB.

## Ergebnisse

### Schlussklassement
| 1           |  | 2 | Ferrari SEFAC  | Arturo Merzario      | Ferrari 312PB       | 40 |
| 2           |  | 1 | Ferrari SEFAC  | Jacky Ickx           | Ferrari 312PB       | 40 |
| 3           |  | 4 | Autodelta SpA  | Andrea de Adamich    | Alfa Romeo T33/TT/3 | 40 |
| 4           |  |   | Reinhold Joest | Reinhold Joest       | Porsche 908/03      | 39 |
| 5           |  |   |                | Mario Casoni         | Lola T280           | 39 |
| 6           |  |   |                | Nanni Galli          | Lola T290           | 38 |
| 7           |  |   |                | Derek Bell           | Abarth-Osella 2000  | 38 |
| 8           |  |   |                | Mauro Nesti          | Chevron B21         | 37 |
| 9           |  |   |                | Gianfranco Palazzoli | Fiat-Abarth 2000    | 35 |
| 10          |  |   |                | Michel Dupont        | Chevron B21         | 35 |
| 11          |  |   |                | Roger Heavens        | Chevron B21         | 34 |
| 12          |  |   |                | Stefano Buonapace    | Chevron B21         | 34 |
| 13          |  |   |                | Ciro Nappi           | Chevron B21         | 32 |
| 14          |  |   |                | Vittorio Mascari     | Porsche 906         |    |
| Ausgefallen |  |   |                |                      |                     |    |
| 15          |  | 6 | Autodelta SpA  | Teodoro Zeccoli      | Alfa Romeo T33/TT/3 |    |
| 16          |  |   |                | Giorgio Pianta       | Lola T212           |    |

### Nur in der Meldeliste
Zu diesem Rennen sind keine weiteren Meldungen bekannt.

### Klassensieger
Zu diesem Rennen sind keine Klassensieger bekannt.

### Renndaten
- Gemeldet: 16
- Gestartet: 16
- Gewertet: 14
- Rennklassen: unbekannt
- Zuschauer: unbekannt
- Wetter am Renntag: unbekannt
- Streckenlänge: 5,018 km
- Fahrzeit des Siegerteams: 1:07:56.200 Stunden
- Gesamtrunden des Siegerteams: 40
- Gesamtdistanz des Siegerteams: 204,280 km
- Siegerschnitt: 180,414 km/h
- Pole Position: Jacky Ickx – Ferrari 312PB (#1)
- Schnellste Rennrunde: Arturo Merzario – Ferrari 312 PB (#2) – 1:40,100 = 184,207 km/h
- Rennserie: 12. Lauf zur Italienischen Sportwagen-Meisterschaft 1972